# 레이맨
《레이맨》(Rayman)은 미셸 앙셀(Michel Ancel)이 개발하고 유비소프트가 소유한 플랫폼 비디오 게임 시리즈이다. 오리지널 레이맨은 16비트 시대의 것과 비슷한 2차원 스프라이트 기반 플랫폼 게임이다. 이 시리즈는 레이맨이라는 이름의 휴머노이드에 초점을 둔다.
레이맨은 1992년에 그래픽 아티스트 미셸 앙셀이 만든 것으로, 2차원 플랫폼 게임으로 아타리 제규어와 도스용으로 배포되고, 나중에는 세가 세턴, 플레이스테이션으로 배포되었다. 레이맨의 소리는 데이빗 게스맨(David Gasman)의 목소리이다.
유비소프트는 이제까지 두 개의 주요한, 후편의 3차원 레이맨을 공개하였다. 첫 번째 것은 《레이맨 2: 대탈출》이다. IGN은 드림캐스트 버전의 레이맨 2를 "논할 필요 없이 가장 인상적인 게임 디자인의 업적이며, 이제껏 보아 왔던 장르를 보여 준다."고 칭찬하였다. 그러나 2006년 11월 닌텐도 파워에 따라, 최신작 《레이맨 3: 후들럼의 파괴》는 실망을 안겨 주었고, 이전의 게임들이 갈채를 받았던 "마법"이란 요소가 거의 없었고, 대신 장르 풍자의 게임을 시리즈로 만들어냈다. 엔셀 스스로는 레이맨 3에 참여하지 않았지만 그 게임을 이렇게 언급하였다: "내 입맛에 너무 딱딱하다."
다른 게임, 《레이맨 엽기토끼》는 유비소프트가 개발하여 닌텐도 위의 론칭 타이틀로 데뷔했다. 다른 콘솔 버전은 2007년에 뒤이어 나왔다. 다른 게임들과 달리, 비록 스토리라인이 레이맨의 생포를 동반함에도 불구하고 레이맨은 이차적인 캐릭터이다. 그는 레비즈에 의해 가려진다. 게다가 이 게임 자체는 미니 게임들이 모여 있는 것으로, 이전의 게임들의 플랫폼 성질과는 다르다.
비디오 게임의 경우, 레이맨 게임들 사이의 캐논을 확립하기 쉽지 않다. (레이맨 3, 특히 레이맨 엽기토끼 풍자 자연.) 그러나, 시리즈에 공통인 테마와 캐릭터들이 있다. 레이맨2의 Omniscient 기능은 레이맨의 세계의 정보와 지식의 주요 코스이다.

## 게임
| 연도 | 제목                                      | 개발사                                | 플랫폼                                     | 플랫폼           | 플랫폼                           | 플랫폼                          | 플랫폼 |
| ---- | ----------------------------------------- | ------------------------------------- | ------------------------------------------ | ---------------- | -------------------------------- | ------------------------------- | ------ |
| 연도 | 제목                                      | 개발사                                | '콘솔'                                     | '컴퓨터'         | '핸드헬드'                       | '모바일'                        |        |
| 1995 | 레이맨                                    | 유비소프트 몽펠리에 유비소프트 밀란   | 아타리 재규어, PS1, 세가 새턴, PS3         | MS-DOS           | GBC, 3DS, DSi, GBA, PSP, PS 비타 | iOS, 안드로이드                 |        |
| 1997 | 레이맨 디자이너                           | 유비소프트 몽펠리에 마인드스케이프    |                                            | 윈도우           |                                  |                                 |        |
| 1997 | 레이맨 바이 히즈 팬스(Rayman By His Fans) | 유비소프트 몽펠리에                   |                                            | 윈도우           |                                  |                                 |        |
| 1997 | 레이맨 골드                               | 유비소프트 몽펠리에                   |                                            | 윈도우           |                                  |                                 |        |
| 1998 | 레이맨 딕티스(Rayman Dictees)             | 마이크로 애플리케이션                 |                                            | 윈도우           |                                  |                                 |        |
| 1998 | 레이맨 60 레벨                            | 유비소프트                            |                                            | 윈도우           |                                  |                                 |        |
| 1998 | 잉글리시 위드 레이맨(English with Rayman) | 유비소프트                            |                                            | 윈도우           |                                  |                                 |        |
| 1998 | 프렌치 위드 레이맨(French with Rayman)    | 유비소프트                            |                                            | 윈도우           |                                  |                                 |        |
| 1999 | 레이맨 액티비티 센터                      | 유비소프트                            |                                            | 윈도우           |                                  |                                 |        |
| 1999 | 레이맨 CP                                 | 유비소프트                            |                                            | 윈도우           |                                  |                                 |        |
| 1999 | 레이맨 (스마트 서버 시리즈)               | 유비소프트                            |                                            | 윈도우           |                                  |                                 |        |
| 1999 | 레이맨 컬렉터                             | 유비소프트                            |                                            | 윈도우           |                                  |                                 |        |
| 1999 | 레이맨 2: 대탈출                          | 유비소프트 몽펠리에 게임로프트        | PS1, N64, 드림캐스트, PS2                  | 윈도우           | PS 비타, PSP                     | iOS                             |        |
| 1999 | 레이맨 100 레벨                           | 유비소프트                            |                                            | 윈도우           |                                  |                                 |        |
| 2000 | 레이맨 주니어                             | 아쿠아 퍼시픽                         | PS1                                        | 윈도우           |                                  |                                 |        |
| 2000 | 레이맨 레볼루션                           | 유비소프트 파리                       | PS2                                        |                  |                                  |                                 |        |
| 2001 | 레이맨 M                                  | 유비소프트 몽펠리에 유비소프트 밀란   | PS2                                        | 윈도우           |                                  |                                 |        |
| 2001 | 마이 퍼스트 레이맨(My First Rayman)       | Micro Application                     |                                            | 윈도우           |                                  |                                 |        |
| 2001 | 레이맨 2 포에버                           | 유비소프트 밀란                       |                                            |                  | GBC                              |                                 |        |
| 2001 | 레이맨 어드밴스                           | 디지털 이클립스                       |                                            |                  | GBA                              |                                 |        |
| 2002 | 레이맨 러시                               | 유비소프트 상하이                     | PS1, PS3                                   |                  | PSP                              |                                 |        |
| 2002 | 레이맨 아레나                             | 유비소프트 몽펠리에                   | 엑스박스, 게임큐브, 플레이스테이션 2       |                  |                                  |                                 |        |
| 2002 | 레이맨                                    | 게임로프트                            |                                            |                  |                                  | 자바 ME                         |        |
| 2002 | 레이맨 볼링                               | 게임로프트                            |                                            |                  |                                  | 자바 ME                         |        |
| 2002 | 레이맨 가든                               | 게임로프트                            |                                            |                  |                                  | 자바 ME                         |        |
| 2003 | 레이맨 3: 후드럼 하복                     | 유비소프트 상하이 게임로프트          | PS2, PS3, Xbox, 엑스박스 360, 게임큐브     | 윈도우, macOS    | GBA, N-게이지                    | 자바 ME                         |        |
| 2005 | 레이맨: 후드럼 리벤지                     | 백본 엔터테인먼트                     |                                            |                  | GBA                              |                                 |        |
| 2005 | 레이맨 DS                                 | DC Studios                            |                                            |                  | DS                               |                                 |        |
| 2006 | 레이맨 엽기토끼(레이맨 레이빙 레비즈)     | 유비소프트 몽펠리에 유비소프트 소피아 | PS2, Xbox 360, Wii                         | 윈도우, Mac OS X | GBA, DS                          | 심비안 OS                       |        |
| 2007 | 레이맨                                    | 게임로프트                            |                                            |                  |                                  | 자바 ME                         |        |
| 2007 | 레이맨 엽기토끼 2                         | 유피소프트 파리                       | Wii                                        | 윈도우           | DS                               |                                 |        |
| 2008 | 레이맨 엽기토끼 TV 파티                   | 유피소프트 파리                       | Wii                                        |                  | DS                               |                                 |        |
| 2009 | 레이맨 DSi                                | Junglevision Software Making Fun      |                                            |                  | DSi                              |                                 |        |
| 2011 | 레이맨 오리진                             | 유비소프트 몽펠리에                   | PS3, Xbox 360, Wii                         | 윈도우, Mac OS X | PS 비타, 3DS                     |                                 |        |
| 2011 | 레이맨: 슬랩 플랩, 앤 고!                 | 유비소프트 몽펠리에                   |                                            | 웹 브라우저      |                                  |                                 |        |
| 2011 | 레이맨 3D                                 | Ubisoft Casablanca Ubisoft Bucharest  |                                            |                  | 3DS                              |                                 |        |
| 2012 | 레이맨 3 HD                               | 유비소프트 몽펠리에 유비소프트 상하이 | PS3, Xbox 360                              |                  |                                  |                                 |        |
| 2012 | 레이맨 정글 런                            | Pastagames DotEmu                     |                                            | 윈도우 8         |                                  | iOS, 안드로이드, 윈도우 RT, WP8 |        |
| 2013 | 레이맨 레전드 챌린지 앱                   | 유비소프트 몽펠리에                   | Wii U                                      |                  |                                  |                                 |        |
| 2013 | 레이맨 레전드                             | 유비소프트 몽펠리에                   | PS3, PS4, Xbox 360, 엑스박스 원, Wii U, NS | 윈도우           | PS 비타                          |                                 |        |
| 2013 | 레이멘 레전드 비트박스                    | Supergazol 유비소프트 몽펠리에        |                                            | 웹 브라우저      |                                  | iOS, 안드로이드                 |        |
| 2013 | 레이맨 피에스타 런                        | Ubisoft Casablanca                    |                                            | 윈도우 8         |                                  | iOS, 안드로이드, 윈도우 RT, WP8 |        |
| 2015 | 레이맨 어드벤처                           | 유비소프트 몽펠리에                   |                                            |                  |                                  | iOS, 안드로이드                 |        |

## 캐릭터
- 레이맨
- 요정 라이
- 베틸라
- 글로박스
- 머피
- 타레이잔
- 틴시즈

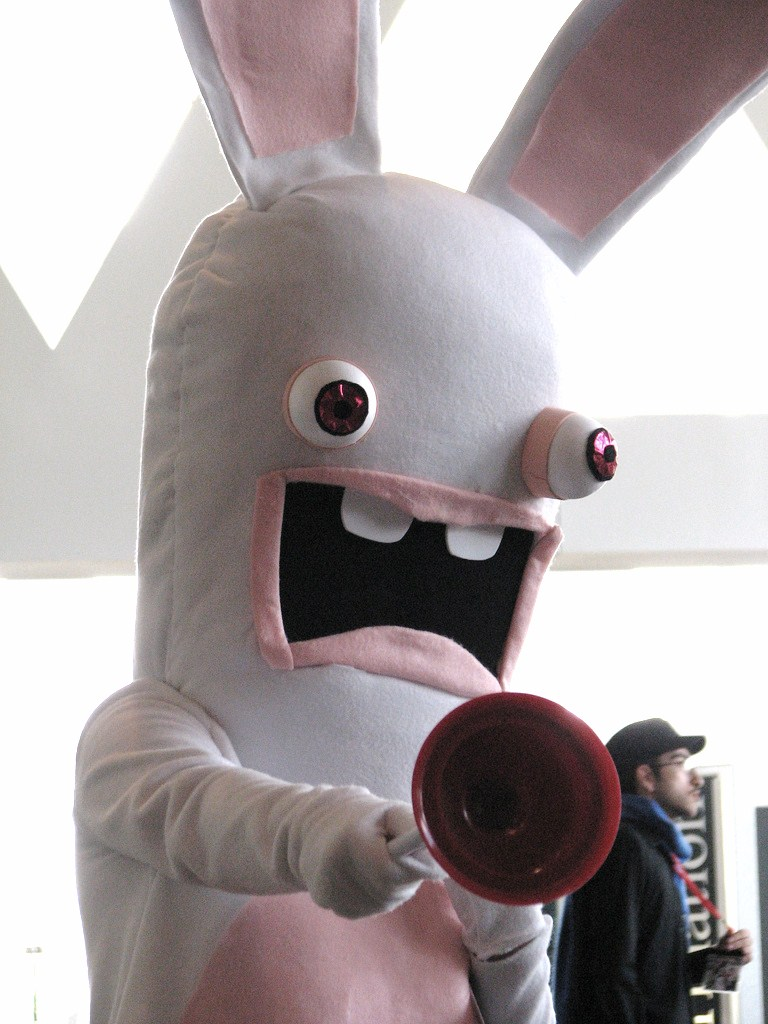

- 클락은 레이맨의 다른 친구이다. 레이맨 2에 처음 등장한다. 대부분의 사람들이 생각하는 대로 그는 벙어리는 아니다.
- 미스터 다크
- 카나렌
- 레이저 비어드
- 로봇 헨치맨
- 후드럼

## 반응
| 게임                  | 게임랭킹스                                                                      | 메타크리틱                                                        |
| --------------------- | ------------------------------------------------------------------------------- | ----------------------------------------------------------------- |
| 레이맨                | (GBA) 85% (JAG) 85% (SAT) 85% (GBC) 79% (PC) 77% (PS1) 75% (DSi) 66% (iOS) 60%  | (GBA) 84                                                          |
| 레이맨 2: 대탈출      | (DC) 93% (PC) 91% (N64) 89% (PS1) 87% (PS2) 85% (3DS) 65% (NDS) 59% (iOS) 57%   | (N64) 90 (PS2) 90 (3DS) 61 (NDS) 58 (iOS) 53                      |
| 레이맨 3: 후드럼 하복 | (GBA) 82% (NGE) 82% (PS2) 80% (PC) 78% (GC) 78% (Xbox) 77% (X360) 69% (PS3) 68% | (GBA) 83 (GC) 77 (PS2) 76 (Xbox) 75 (PC) 74 (PS3) 72 (X360) 69    |
| 레이맨 오리진         | (Wii) 91% (비타) 90% (X360) 89% (PS3) 88% (PC) 87% (3DS) 71%                    | (Wii) 92 (비타) 88 (X360) 87 (PS3) 87 (PC) 86 (3DS) 71            |
| 레이맨 레전드         | (WIIU) 93% (XONE) 92% (PS3) 92% (PS4) 90% (PC) 90% (X360) 89 (비타) 83%         | (WIIU) 92 (XONE) 91 (PS3) 91 (PS4) 90 (X360) 90 (PC) 89 (비타) 87 |

1995년 아타리 재규어로 출시한 이래로, 레이맨은 지난 수십년에 걸쳐 수많은 플랫폼을 대상으로 여러 타이틀에 등장한 팔다리가 없고 헬립코터 능력이 있는, 대중적이고 쉽게 인지되는 비디오 게임 캐릭터로 자리잡았다. 최초의 게임 릴리스가 1995년에 있은 이후로, 레이맨 게임은 수많은 팬들을 통해 상당한 성공을 가져다주었고 대중화되었다.